# Lophostoma silvicolum
Lophostoma silvicolum (tidigare Tonatia silvicola) är en fladdermusart som först beskrevs av d'Orbigny 1836.  Lophostoma silvicolum ingår i släktet Lophostoma och familjen bladnäsor. Inga underarter finns listade i Catalogue of Life. Wilson & Reeder (2005) skiljer mellan fyra underarter.
Denna fladdermus förekommer från Honduras till centrala Bolivia, norra Paraguay och Brasilien. Individer hittades vilande i skogar och i termitstackar. Termitstacken är placerad i träd och ingången för fladdermusen ligger på undersidan. Vanligen används boet av en hanne och 3 eller 4 honor.
Lophostoma silvicolum liknar mest Lophostoma evotis i utseende. Båda har underarmar som är minst 45 mm långa och öron som är minst 32 mm långa. De har ingen ljus strimma på huvudets topp och en ljusgrå eller grå undersida. Lophostoma silvicolum avviker från Lophostoma evotis genom en vit fläck på strupen och genom en vit punkt vid örats basis (inte hos alla exemplar). Dessutom är tandraden hos Lophostoma silvicolum längre.
Lophostoma silvicolum är med 50 till 59 mm långa underarmar större än Lophostoma evotis. Vikten varierar mellan 21 och 38 g. Liksom hos andra släktmedlemmar förekommer långa avrundade öron och en kort svans som är helt inbäddad i svansflyghuden. Den nedre delen av hudflikarna på näsan (bladet) är otydlig med problem att skilja den från övre läppen. På underläppen finns förtjockningar (liksom en kudde) som har formen av ett V. På denna kudde sitter många små vårtor. Pälsens grundfärg kan vara ljusgrå, brun eller mörkbrun. De flesta exemplar i norra delen av utbredningsområdet har en större vita fläck på strupen och delvis på bröstet. Hos enstaka individer når den vita fläcken fram till könsorganen. I sydliga regioner är hanar tydlig större än honor.
I cellerna av hannarnas spottkörtlar finns strukturer som saknas hos andra bladnäsor. Antagligen produceras i dessa strukturer en speciell saliv som har betydelse under parningstiden. Lätet som används för ekolokaliseringen är kortare än 2 millisekunder. I de flesta regioner kan honor para sig under alla årstider och per kull föds en unge.
Ibland delar arten boet med Phyllostomus hastatus. Födan utgörs av olika insekter som kompletteras med några frukter. Personer av folkgruppen Nambikwara i västra Brasilien jagar denna fladdermus för köttets skull.
Artepitet silvicolum i det vetenskapliga namnet betyder djungelns invånare.